# Brześć Kujawski
Brześć Kujawski est une ville de Pologne située dans la Voïvodie de Couïavie-Poméranie. Brześć Kujawski fait partie du powiat de Włocławek (powiat włocławski). Elle est le chef-lieu de la gmina de Brześć Kujawski.

## Situation géographique
Brześć Kujawski est situé sur le lac Cmentowo, à 14 km au sud-ouest de Włocławek.

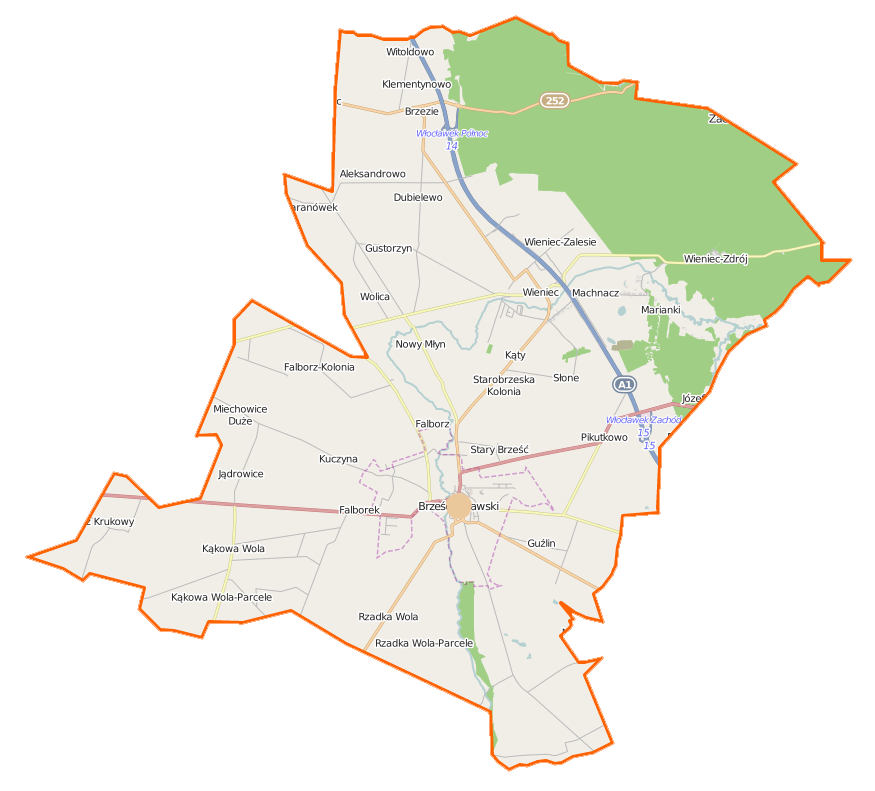
Carte de la gmina de Brześć Kujawski.

## Histoire

### De la préhistoire auXIXesiècle
Le site de la ville est déjà occupé au paléolithique. Au bord d’un lac, les archéologues ont découvert les vestiges d’une cinquantaine de maisons, construites en pierres et en terre, datant du IVe millénaire av. J.-C.. Les fouilles menées depuis 70 ans ont révélé environ 217 sites archéologiques sur le territoire de la commune.
Au XIIIe siècle, Brześć Kujawski est une place forte importante qui obtient les privilèges urbains en 1250, des mains de Casimir Ier de Cujavie. Ladislas Ier le Bref passe son enfance et sa jeunesse à Brześć Kujawski. En 1286, la ville devient la capitale d’un petit duché du même nom. Plusieurs accords ont été conclus avec les Chevaliers teutoniques dans la ville (1228, 1311, 1320 et 1435).
Au XIVe siècle, la ville est incorporée au royaume de Pologne et devient le chef-lieu d’une voïvodie. Un château fort est érigé. La ville devient un centre important du commerce du blé.
Au cours de son existence, la ville a été dévastée à de nombreuses reprises par des guerres, des incendies et des épidémies.

### Seconde Guerre mondiale
À la veille de la Seconde Guerre mondiale, 600 Juifs résident à Brześć Kujawski, soit 15 à 20 % de sa population,,.
L'armée allemande envahit le village début septembre 1939, dans le cadre de la campagne de Pologne ; Brześć Kujawski est incorporée dans le Reichsgau Wartheland. Immédiatement, les persécutions antisémites commencent : la synagogue est incendiée, les Juifs sont spoliés de leurs biens et les Allemands les astreignent aux travaux forcés,. 
Les nazis constituent (à une date inconnue) un Judenrat, chargé de leur fournir des Juifs pour les travaux forcés ; l'existence d'un ghetto est en revanche incertaine, les sources étant contradictoires à ce sujet,.
Fin 1939, les nazis organisent une première déportation de plusieurs dizaines d'hommes juifs vers le camp de concentration de Wittenberg. D'autres déportations, vers des camps de travail du district de Poznań, suivent à partir de janvier 1941, selon la notice de l'Encyclopaedia Judaica signée Danuta Dąbrowska. Le 28 septembre 1941, 399 Juifs sont déportés dans le ghetto de Łódź, en compagnie d'autres résidents du powiat de Włocławek (au total, 3 082 personnes de la région sont envoyées à Łódź de fin septembre à début octobre), où la plupart meurt,. 
En avril ou mai 1942, les Juifs demeurant encore Brześć Kujawski sont déportés au centre d'extermination de Chełmno où ils sont assassinés,.

### Privilèges
Les souverains suivants ont accordé des privilèges à Brześć Kujawski :
- Ladislas Ier le Bref (1292, 1295 et 1297)
- Ladislas II Jagellon (1410)
- Alexandre Ier Jagellon (1504)
- Sigismond II Auguste (1556 et 1557)
- Étienne Ier Bathory (1576 et 1582)
- Sigismond III Vasa (1593 et 1596)
- Jean III Sobieski (1681)
- Auguste II le Fort (1720)
- Stanislas Auguste Poniatowski (1781, 1782, 1787 et 1793)

## Économie
- Petit centre de services pour les villages voisins
- Métallurgie
- Industrie du bois
- Sucrerie
- Briqueterie
- Industrie textile et du cuir

## Monuments
- Église gothique (fondée au XIVe siècle)
- Église des Dominicains (fondée en 1383)
- Hôtel de ville du XIXe siècle, de style classique